# Uranotaenia harrisoni
Uranotaenia harrisoni är en tvåvingeart som beskrevs av EL Peyton 1977. Uranotaenia harrisoni ingår i släktet Uranotaenia och familjen stickmyggor.
Artens utbredningsområde är Filippinerna. Inga underarter finns listade i Catalogue of Life.